# Санта-Роса-де-Окопа
Санта-Роса-де-Окопа (исп. Santa Rosa de Ocopa) — монастырь (Convento) в Перу (Хунин). Основан в 1725 году монахами-францисканцами. Долгое время служил опорным пунктом миссионеров для обращения индейцев. В 1824 году монастырь был захвачен армией Симона Боливара, часть имущества монастыря была конфискована, а монахи арестованы. В 1836 году монастырь был восстановлен, но потерял свое прежнее миссионерское значение.
Главная достопримечательность монастыря это библиотека, хранящая 25 тыс. книг, в т.ч. экземпляры XV и XVI вв. Также в обители есть музей естественной истории, который также является важной туристской достопримечательностью.